# School af Stage Art
School af Stage Art (SOSA) er en dansk skuespillerskole, dannet af teatergruppen Cantabile 2 i 1985. Cantabile 2s kunstneriske leder, Nullo Facchini, er skolens rektor.
Den danske skuespiller Jens Andersen er uddannet derfra.
| Skole | Spire Denne artikel om en skole, en uddannelsesinstitution eller uddannelse er en spire som bør udbygges. Du er velkommen til at hjælpe Wikipedia ved at udvide den. |

|  | Denne artikel kan blive bedre, hvis der indsættes geografiske koordinater Denne artikel omhandler et emne, som har en geografisk lokation. Du kan hjælpe ved at indsætte koordinater i wikidata. |